# Восьмибитная музыка
8 бит (англ. 8-bit) — музыкальный стиль, для которого характерно звучание, напоминающее звучание звуковых чипов, использующихся в игровых приставках (NES, Sega Master System и др.) или домашних компьютерах на основе восьмиразрядных процессоров (ZX Spectrum, Commodore 64 и др.).

## История стиля
Предтечей к появлению восьмибитной музыки стали музыкальные эксперименты с компьютерами.
Первая демонстрация такого эксперимента могла быть проведена весной 1949 года на компьютере ЭНИАК группой программисток. Это не зафиксировано документально, упоминается только в устном интервью с Бетти Холбертон и Джин Бартик.
Впоследствии было ещё много экспериментов и демонстраций музыкальных программ. Так, например, в период с 7 по 9 августа 1951 года в Сиднее проводилась открытая конференция по автоматическим вычислительным машинам, где математик и программист Джефф Хилл продемонстрировал музыку на компьютере CSIRAC.
Осенью этого же года на компьютере «The Ferranti Mark 1» было исполнено несколько мелодий, которые были записаны представителями BBC во время визита в университет Манчестера. Эти записи являются первым документальной фиксацией и были представлены широкой публике в 2008 году.
25 августа 1978 года прошёл первый фестиваль компьютерной музыки — First Philadelphia Computer Music Festival. Спустя год была выпущена одноимённая виниловая пластинка с музыкой участвовавших в фестивале систем.
Но полноценное развитие компьютерной музыки началось вместе с выходом по-настоящему массовых персональных компьютеров, обладающих большими музыкальными и графическими возможностями. В особенности стоит отметить появление такого явления как демосцена, которое началось со взлома игр и вставки перед запуском основной программы электронной подписи "крякеров". Подпись представляла собой логотип команды, сопровождающееся музыкой и простыми эффектами. Со временем эти подписи выросли в качестве и абстрагировались от взлома, вылились в отдельное компьютерное искусство.
Сильное влияние на раннюю демосцену оказали компьютеры Commodore 64 и ZX Spectrum, вышедшие в 1982 году.
Следующий виток развития пришёл вместе с выпуском компанией Yamaha однокристальных микросхем, использующих FM-синтез: YM2151 и YM2203, которые нашли применение сначала в аркадных игровых автоматах, а затем — в компьютерах. Впоследствии ассортимент чипов расширялся.
22 июля 1985 года был выпущен компьютер Amiga 1000, который обладал великолепными графическими и звуковыми возможностями и позиционировался компанией Commodore, как хобби-компьютер. Удешевлённая модель Amiga 500 получила широкую популярность.
Непосредственно на современную восьмибитную музыкальную сцену повлияли следующие события:
- 1999:
  - Оливер Виттчоу выпустил первую версию Nanoloop, секвенсора для Game Boy.
  - Создан сайт micromusic.net Архивная копия от 5 июля 2018 на Wayback Machine. Сайт позволял пользователям делиться своей собственной экспериментальной музыкой. Благодаря этому сайту восьмибитная музыка как самостоятельный жанр (в отрыве от демосцены) начала появляться на европейской сцене.
  - 07 августа было проведено первое пати «micromusic.net goes live! Архивная копия от 5 июля 2018 на Wayback Machine»
  - Основан нетлейбл 8bitpeoples
- 2000:
  - Йохан Котлинский выпустил первую версию LSDJ, трекера для Game Boy, ставшего самым популярным инструментом на этой платформе.
- 2005:
  - был запущен сайт battleofthebits.org Архивная копия от 1 февраля 2022 на Wayback Machine — онлайн-платформа для соревнований в цифровых искусствах с элементами RPG
  - была выпущена первая версия Famitracker
- 2006:
  - была проведена первая регулярная вечеринка Pulsewave, а музыканты Bit Shifter и Nullsleep отправились в мировое турне и с 7 апреля по 8 июня посетили такие города как Нью-Йорк, Лондон, Барселона, Брюссель, Амстердам, Амерсфорт, Хенгело, Вена, Стокгольм, Мальмё, Фукуока, Кобе, Токио, Лос-Анджелес, Сан Франциско, Портланд, Чикаго, Торонто, Монреаль, Бостон и снова Нью-Йорк[6]
  - с 30 ноября по 03 декабря был проведён первый Blip Festival, в котором участвовали музыканты из США, Японии, Швеции, Испании, Франции и Австралии[7]. Последующие фестивали проходили кроме США ещё в Японии и Австралии.
- 2007:
  - был открыт форум 8bitcollective.org, где можно было обмениваться опытом и делиться своим творчеством. Главной особенностью сайта был топ треков на главной странице: можно было посоревноваться за первые места с признанными музыкантами
- 2008:
  - был начат блог TCTD Архивная копия от 5 июля 2018 на Wayback Machine о чипкультуре, который до 01 июня 2012 года служил производительным агрегатором разных событий и релизов восьмибитной музыки.
- 2010:
  - был открыт форум chipmusic.org Архивная копия от 17 марта 2022 на Wayback Machine, на котором музыканты делились опытом.
- 2011:
  - был организован проект «Chiptunes = WIN», который вырос в интернациональное чиптюн-комьюнити, а также нетлейбл, выпускающий раз в год компиляцию из треков, написанных специально для неё и проходящих отбор в условиях сильной конкуренции;
  - была выпущена первая бета-версия трекера Deflemask, который развивался и впоследствии сильно облегчил написание музыки под несколько чипов: SN76489, SID, YM2612, YM2151 + SegaPCM, HuC6280 и другие.
- 2012 год ознаменовался нарастающим влиянием социальных сетей и стриминговых площадок на распространение творчества восьмибитных музыкантов

## Направления в восьмибитной музыке
В настоящее время можно выделить следующие направления:
- Чиптюн — музыка, синтезируемая в реальном времени аудиочипом компьютера или игровой приставки. Музыка при этом как таковая является не оцифрованной записью, а программой для той или иной аппаратной платформы. В настоящее время разработаны специальные программы, сильно облегчающие написание музыкального произведения — трекеры
- Постчиптюн — музыка, имеющая чиптюновую основу, но звучащая по-современному. Как пример, музыка, написанная с использованием картриджа Nanoloop Mono для Game Boy
- Фейкбит — стилизация под чиптюн, обычно пишется на современных синтезаторах или в программных секвенсорах. В то время как чиптюн предполагает использование ограниченных возможностей того или иного звукового чипа без постобработки, в фейкбите фактически отсутствуют какие-либо ограничения
- Битпоп — смешение чиптюна или фейкбита с традиционными инструментами
- Нинтендокор - смешение чиптюна или фейкбита с хардкор жанрами(чаще всего металкор, пост хардкор, дэткор, киберграйнд, эмо).

## Документальные фильмы о восьмибитной музыке
- «Europe in 8 bits» — фильм про возникновение и развитие восьмибитной субкультуры в Европе
- «Reformat the Planet» — фильм о фестивале Blip Festival
- «Diggin' in the Carts» — 6-серийный фильм о зарождении и развитии видеоигровой музыки в Японии.
- «Chiptune Story» — фильм-сопровождение «Commodore Story», фокусированный на чипмузыке

## Программы для создания музыки подобного жанра
- FL Studio
- LMMS
- Famitracker
- Deflemask
- LSDJ
- Nanoloop
- Nanoloop 2
- Nanoloop Mono
- HivelyTracker
- BambooTracker
- FamiStudio
- Vortex Tracker II
- LGPT
- SunVox
- Pixitracker

и многие другие

## Примеры исполнителей
- 8 Bit Weapon
- Bondage Fairies
- I Fight Dragons
- pornophonique
- Rainbowdragoneyes
- Sabrepulse
- Takeshi Abo
- Unicorn Kid
- YMCK
- 64Revolt
- Uoki-Toki
- Ласковые усы
- Goto80
- Trash80
- VRUMZSSSR
- KOLA KID
- GameGate
- Papa GOOO!
- Baloonbear
- Chibi-tech
- 8-bit Universe
- Gidropony
- KliMax 3000
- SMILETRON